# Tour femení internacional dels Pirineus
El Tour femení internacional dels Pirineus és una cursa femenina de ciclisme per etapes que es celebra a França des de l'any 2022. Està integrada dins el calendari femení de l'UCI com a cursa 2.1.
Es disputa anualment pels pirineus francesos. La primera vencedora fou la estatunidenca Kristabel Doebel-Hickok.

## Palmarès
| Any  | Vencedora               | Segona             | Tercera              |
| ---- | ----------------------- | ------------------ | -------------------- |
| 2022 | Kristabel Doebel-Hickok | Eri Yonamine       | Ricarda Bauernfeind  |
| 2023 | Marta Cavalli           | Ashleigh Moolman   | Antonia Niedermaier  |
| 2024 | Usoa Ostolaza Zabala    | Valentina Cavallar | Yurani Blanco Calbet |